# Kamieniołom Sparmann

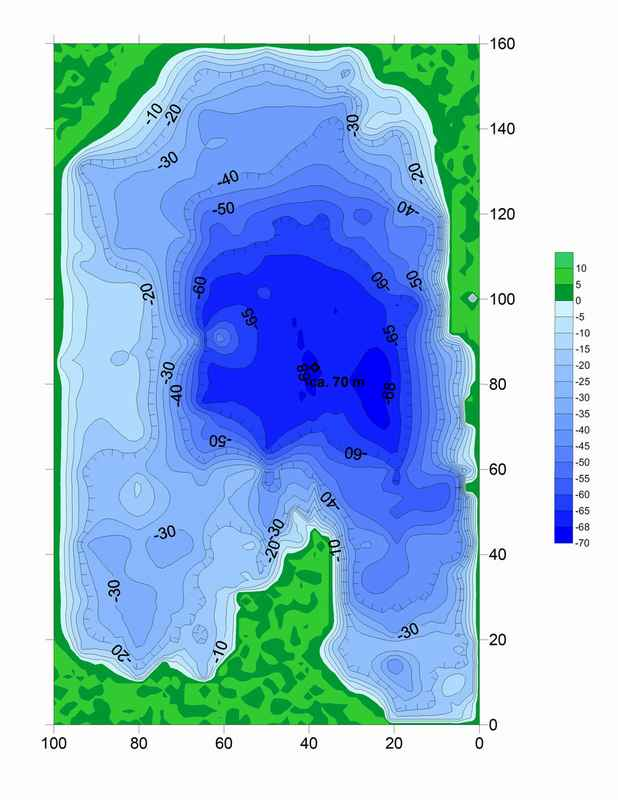
Profil głębokości kamieniołomu Sparmann.

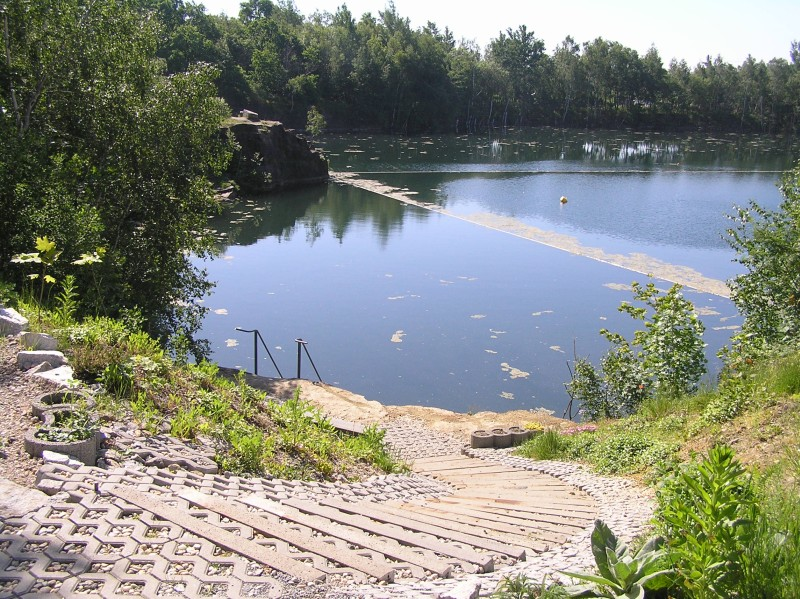
Widok na zalany kamieniołom Sparmann.

Kamieniołom Sparmann – zalany kamieniołom granitu w miejscowości Kamenz w Saksonii. 
Eksploatowany do lat 70. XX wieku. Od 2002 roku pod opieką Szkoły Nurkowania Kamenz i udostępniony do nurkowania. Maksymalna głębokość - 70m.
Na głębokości 28m znajduje się bunkier, z którego odpalano ładunki wybuchowe. Poza tym znaleźć można stare rury, drabinki, wagoniki i inne przedmioty świadczące o odbywającym się w tym miejscu wydobyciu.
W kamieniołomie występują również ryby: szczupaki, sumy oraz okonie. 